# Aralia spinosa
Aralia spinosa é uma espécie de Aralia.

## Sinônimos
- Aralia georgica Miq.
- Aralia leroana K.Koch
- Chaerophyllum arborescens L.